# Коллинз, Рэй (актёр)
Рэй Коллинз (англ. Ray Collins; 10 декабря 1889 года — 11 июля 1965 года) — американский актёр театра, радио, кино и телевидения, более всего известный по фильму «Гражданин Кейн» (1941) и многолетнему участию в телесериале «Перри Мейсон» (1957—1965).
Коллинз характеризуется как «надёжный» и даже «выдающийся» характерный актёр на протяжении всей своей карьеры. Он был «среднего телосложения со стальными седыми волосами, строгим и угрюмым взглядом свирепых глаз, густыми белыми бровями и уверенным, хриплым голосом». «Лучше всего ему удавались роли персонажей авторитарного типа — политиков, детективов и руководителей бизнеса», «опытных крупных бизнесменов, офицеров полиции или армии».
Впервые Коллинз обратил на себя внимание как радиоактёр, сыграв роль «последнего живого радиоведущего мира» в легендарной радиопрограмме Орсона Уэллса «Война миров», которая вышла в эфир в 1938 году. В дальнейшем Коллинз сыграл важные роли в трёх художественных фильмах Уэллса — «Гражданин Кейн» (1941), «Великолепные Эмберсоны» (1942) и «Печать зла» (1958). К числу значимых фильмов с участием Коллинза относятся также «Седьмой крест» (1944), «Бог ей судья» (1945), «Наследница» (1949), «Часы отчаяния» (1955) и «Кадиллак из чистого золота» (1956). Однако более всего Коллинза помнят по роли лейтенанта Артура Трэгга в многолетнем телесериале «Перри Мейсон» (1957—1965).

## Ранние годы жизни
Рэй Коллинз родился 10 декабря 1889 года в Сакраменто, Калифорния, в семье театрального обозревателя и редактора местной газеты. Мать Рэя была племянницей одного из первых поселенцев Калифорнии, известного общественного и политического деятеля, члена Палаты представителей Джона Бивелла. Его дядя, актёр Улрик Коллинз, играл на бродвейской сцене в 1903—1933 годах.
В возрасте 14 лет Рэй дебютировал на профессиональной театральной сцене в Окленде. В июле 1914 года Коллинз перебрался в канадский Ванкувер, где работал актёром и некоторое время возглавлял собственную театральную труппу, после чего направился на Бродвей. С 1924 по 1931 год Коллинз постоянно играл в бродвейских постановках.

## Работа на радио
В 1930 году Коллинз обратил своё внимание на радио, «где работал иногда в 18 передачах в неделю, проводя в студии по 16 часов в день». В середине 1930-х годов, «будучи уже состоявшимся театральным и радиоактёром», Коллинз начал сотрудничество с Орсоном Уэллсом и Театром «Меркурий», где впоследствии сыграл одни из своих лучших ролей.
В 1937 году Коллинз играл в первой радиопостановке Уэллса по роману Виктора Гюго «Отверженные», в 1937—1938 годах он играл вместе с Уэллсом в радиосериале «Тень», исполняя роль комиссара Вестона, а в 1938 году постоянно играл в радиоантологии «Театр „Меркурий“ в эфире», исполнив роли в спектаклях «Дракула», «Остров сокровищ», «Граф Монте-Кристо», «Шёрлок Холмс» (доктор Ватсон), «Вокруг света за 80 дней» и других. В 1938—1940 годах Коллинз продолжал играть под руководством Уэллса в радиопостановках из цикла «Театр „Кемпбелл“», спонсором которых был знаменитый производитель консервированных супов компания «Кемпбелл». Самой важной работой Коллинза в этом сериале (хотя и без упоминания его имени) была игра в знаменитом радиоспектакле «Война миров», где он сыграл три роли, включая мистера Уилмута (на ферме которого приземляется марсианский корабль), а также журналиста, который описывает разрушение Нью-Йорка.

## Работа в кино в 1941—1949 годы
В 1930 году Коллинз дебютировал в кино, сыграв в течение двух лет в серии короткометражных юмористических фильмов о приключениях 11-летнего мальчика по имени Пенрод, поставленным по рассказам Бута Таркингтона. После этого в кинокарьере Коллинза наступил почти 10-летний перерыв.
В 1939 году вместе с актёрами Театра «Меркурий» Коллинз направился в Голливуд, дебютировав в полнометражном кино в классическом фильме Орсона Уэллса «Гражданин Кейн» (1941). В этой новаторской остросоциальной драме о подъёме к вершинам власти и падении медиамагната, Коллинз сыграл роль Джима Геддиса, безжалостного политического соперника Кейна. Коллинз также сыграл важную роль во втором фильме Уэллса, эпической мелодраме «Великолепные Эмберсоны» (1942) о жизни двух влиятельных и богатых семей в Индианаполисе в эпоху социальных перемен, связанных с автомобилизацией начала XX века.
После роспуска Театра «Меркурий» в 1946 году «Коллинз продолжал много работать в кино и на сцене как характерный актёр, часто играя неприветливых и грубых бизнесменов». В общей сложности Коллинз сыграл в 80 фильмах. В ряде фильмов Коллинз также выступал в роли закадрового рассказчика. В частности, он ведёт повествование от имени убитого отца о жизни его сына-подростка во время войны в небольшом калифорнийском городке в «Человеческой комедии» (1943) по повести Уильяма Сарояна. В драме «Седьмой крест» (1944) Фреда Циннемана Коллинз играет лидера группы беглецов из нацистского концентрационного лагеря, который вскоре гибнет, но закадровым голосом продолжает рассказывать о происходящем. В нуаровой мелодраме «Бог ей судья» (1945) с Джин Тирни в главной роли Коллинз сыграл роль адвоката и друга главного героя, от лица которого ведётся повествование. Год спустя он сыграл небольшую роль в послевоенной мелодраме Уильяма Уайлера «Лучшие годы нашей жизни» (1946). В фильме нуар «Катастрофа» (1946) Коллинз был врачом и коллекционером искусства, реализующим хитроумный и жестокий план по завладению несколькими музейными шедеврами, за которым последовала роль в актёрском фильме нуар Джорджа Кьюкора «Двойная жизнь» (1947). Свои комедийные способности Коллинз продемонстрировал в комедии «Холостяк и девчонка» (1947), где он сыграл судебного психиатра, она также сыграл богатого владельца рудников в вестерне «Человек из Колорадо» (1948).
Коллинз сыграл небольшие роли офицеров в двух военных драмах: в штабном триллере «Командное решение» (1948) он был майором, а в мелодраме «Возвращение домой» (1948) — подполковником. Он также отметился небольшими ролями в таких памятных фильмах конца 1940-х годов, как мелодрама Уильяма Уайлера «Наследница» (1949) с Оливией де Хэвилланд и Монтгомери Клифтом и драме «Источник» (1949) Кинга Видора по книге Айн Рэнд с Гэри Купером в главной роли.

## Работа в кино в 1950—1960 годы
В начале 1950-х годов Коллинз сыграл небольшую роль в мюзикле «Летние гастроли» (1950) с участием Джуди Гарланд и Джина Келли, а затем сыграл «непоющую» роль отца Кэтрин Грэйсон в мюзикле «Песня пустыни» (1953). Он был членом совета директоров в корпоративной комедии «Кадиллак из чистого золота» (1956).
В 1950-е годы Коллинз сыграл небольшие роли в трёх классических фильмах нуар: в фильме «Рэкет» (1951) он был коррумпированным заместителем окружного прокурора, в фильме Уильяма Уайлера «Часы отчаяния» (1955) — шерифом, а в фильме Орсона Уэллса «Печать зла» (1958) — окружным прокурором. В своей последней картине, психологической драме «Я отдам свою жизнь» (1960), Коллинз сыграл руководителя богатой инженерной компании, единственный сын которого вместо того, чтобы продолжить дело отца, становится священником и отправляется в Новую Гвинею.

## Работа на телевидении
Возможно, более всего Коллинза помнят по его работе на телевидении. В 1954 он стал играть постоянную роль в ситкоме об университетской жизни «Залы плюща» (1954—1955). В середине 1950-х годов Коллинз был приглашенной звездой во многих сериалах, среди них «Ты там» (1955), «Театр научной фантастики» (1955), «Театр Зейна Грэя» (1956) и «Альфред Хичкок представляет» (1956).
В 1957 году Коллинз стал играть в судебном телесериале «Перри Мейсон» по мотивам книг Эрла Стэнли Гарднера, добившись славы как лукавый, нетерпеливый детектив отдела убийств Полицейского управления Лос-Анджелеса, лейтенант Артур Трэгг. В общей сложности Коллинз сыграл в 241 эпизоде этого сериала.
В 1960 году Коллинз начал испытывать проблемы со здоровьем и с памятью, что спустя несколько лет привело к завершению его карьеры. В октябре 1963 года Коллинз снялся в своём последнем эпизоде «Перри Мейсона», который вышел в эфир 16 января 1964 года. Хотя было очевидно, что Коллинз больше не сможет играть в сериале, его имя всё равно указывалось в титрах восьмого сезона телесериала, вплоть до его завершения в мае 1965 года.

## Личная жизнь
Коллинз был женат на Маргарет Мэрриотт, они развелись в 1924 году. В 1926 году он женился на Джоан Юрон, у них родился сын Джуниус. Коллинз умер от эмфиземы 11 июля 1965 года в Санта-Монике, Калифорния, в возрасте 75 лет.

## Фильмография
| Год       | Название                         | Оригинальное название             | Роль                             | Примечание              |
| --------- | -------------------------------- | --------------------------------- | -------------------------------- | ----------------------- |
| 1930      | Вредитель чести                  | The Pest of Honor                 |                                  | Короткометражка         |
| 1930      | Шотландская история              | Scotch Love                       |                                  | Короткометражка         |
| 1930      | Замена                           | The Substitute                    |                                  | Короткометражка         |
| 1930      | Маскарад                         | Masquerade                        |                                  | Короткометражка         |
| 1931      | Змеи живы                        | Snakes Alive                      | Мистер Скофилд                   | Короткометражка         |
| 1931      | Новогодние поздравления          | The Season’s Greetings            | Мистер Скофилд                   | Короткометражка         |
| 1932      | Его честь, Пенрод                | His Honor, Penrod                 | Мистер Скофилд                   | Коороткометражка        |
| 1932      | Хот-дог                          | Hot Dog                           | Мистер Скофилд                   | Короткометражка         |
| 1932      | Загадка интермедии               | The Side Show Mystery             |                                  | Короткометражка         |
| 1932      | Убийство в Пульмане              | Murder in the Pullman             |                                  | Короткометражка         |
| 1932      | Трансатлантическая тайна         | The Transatlantic Mystery         |                                  | Короткометражка         |
| 1932      | Одинокая ферма                   | Lonesome Manor                    |                                  | Короткометражка         |
| 1932      | Если меня изберут                | If I’m Elected                    |                                  | Короткометражка         |
| 1932      | Ты меня убиваешь                 | You’re Killing Me                 |                                  | Короткометражка         |
| 1941      | Гражданин Кейн                   | Citizen Kane                      | Джим У. Геттис                   |                         |
| 1942      | Великолепные Эмберсоны           | The Magnificent Ambersons         | Джек Эмберсон                    |                         |
| 1942      | Большая улица                    | The Big Street                    | Профессор B                      |                         |
| 1942      | Шоссе по ночам                   | Highways by Night                 | Дядя Бен                         |                         |
| 1942      | Флот не подведёт                 | The Navy Comes Through            | Капитан МакКолл                  |                         |
| 1943      | Коммандос атакуют на рассвете    | Commandos Strike at Dawn          | Бергесен                         |                         |
| 1943      | Человеческая комедия             | The Human Comedy                  | Мистер Мэтью Мэколи              |                         |
| 1943      | Слегка опасен                    | Slightly Dangerous                | Снодграсс                        |                         |
| 1943      | Криминальный доктор              | Crime Doctor                      | Доктор Джон Кэйри                |                         |
| 1943      | Да здравствуют морпехи           | Salute to the Marines             | Полковник Мейсон                 |                         |
| 1943      | Свист в Бруклине                 | Whistling in Brooklyn             | Гроувер Кеендалл                 |                         |
| 1944      | Мадам Кюри                       | Madame Curie                      | Голос лектора                    |                         |
| 1944      | Смотри сюда, солдат Харгроув     | See Here, Private Hargrove        | Броуди С. Гриффит                |                         |
| 1944      | Банда Гитлера                    | The Hitler Gang                   | Кардинал Фолхэйбер               |                         |
| 1944      | Канун Святого Марка              | The Eve of St. Mark               | Deckman Уэст                     |                         |
| 1944      | Седьмой крест                    | The Seventh Cross                 | Эрнст Уолло                      |                         |
| 1944      | Джентльмен с Варварского берега  | Barbary Coast Gent                | Джонни Эдейр                     |                         |
| 1944      | Не могу не петь                  | Can’t Help Singing                | Сенатор Мартин Фрост             |                         |
| 1945      | Грубо говоря                     | Roughly Speaking                  | Мистер Рэндалл                   |                         |
| 1945      | Скрытый глаз                     | The Hidden Eye                    | Филлип Трэдуэй                   |                         |
| 1945      | Бог ей судья                     | Leave Her to Heaven               | Глен Роуби                       |                         |
| 1946      | Мэйзи идёт наверх                | Up Goes Maisie                    | Mr. Floyd Hendrickson            |                         |
| 1946      | Мисс Сьюзи Слагл                 | Miss Susie Slagle’s               | Доктор Элайджа Хоуи              |                         |
| 1946      | Территория бандита               | Badman’s Territory                | Полковник Фэрвелл                |                         |
| 1946      | Ночь в раю                       | Night in Paradise                 | Леонидес                         |                         |
| 1946      | Ранчо мальчика                   | Boy’s Ranch                       | Дэвид Мэнтон                     |                         |
| 1946      | Три мудрых дурака                | Three Wise Fools                  | Судья Уотсон                     |                         |
| 1946      | Катастрофа                       | Crack-Up                          | Доктор Лоуэлл                    |                         |
| 1946      | Лучшие годы нашей жизни          | The Best Years of Our Lives       | Мистер Милтон                    |                         |
| 1946      | Два года на палубе               | Two Years Before the Mast         | Мистер Гордон Стюарт             |                         |
| 1946      | Возвращение Монте-Кристо         | The Return of Monte Cristo        | Эмиль Бланшар                    |                         |
| 1947      | Рыжий жеребец                    | The Red Stallion                  | Бартон                           |                         |
| 1947      | Холостяк и девчонка              | The Bachelor and the Bobby-Soxer  | Доктор Мэтт Бимиш                |                         |
| 1947      | Сенатор был несдержан            | The Senator Was Indiscreet        | Фред Хулихэн                     |                         |
| 1947      | Двойная жизнь                    | A Double Life                     | Виктор Донлан                    |                         |
| 1948      | Фехтовальщик                     | The Swordsman                     | Мэк — Иэн МакАрден               |                         |
| 1948      | Возвращение домой                | Homecoming                        | Капитан-лейтенант Эйвери Сильвер |                         |
| 1948      | Хороший Сэм                      | Good Sam                          | Отец Дэниелс                     |                         |
| 1948      | Ради любви Мэри                  | For the Love of Mary              | Харви Элвуд                      |                         |
| 1948      | Человек из Колорадо              | The Man from Colorado             | Большой Эд Картер                |                         |
| 1948      | Командное решение                | Command Decision                  | Майор Десмонд Лэнсинг            |                         |
| 1949      | Укрытие                          | Hideout                           | Артур Бёрдетт                    |                         |
| 1949      | Рыжий жеребец в Скалистых горах  | Red Stallion in the Rockies       | Мэтью Симпсон                    |                         |
| 1949      | Это происходит каждой весной     | It Happens Every Spring           | Профессор Гринлиф                |                         |
| 1949      | Источник                         | The Fountainhead                  | Энрайт                           |                         |
| 1949      | Свободен для всех                | Free for All                      | Мистер А. Б. Блэйр               |                         |
| 1949      | Наследница                       | The Heiress                       | Джефферсон Элмонд                |                         |
| 1950      | Фрэнсис                          | Francis                           | Полковник Хукер                  |                         |
| 1950      | Оплачено сполна                  | Paid in Full                      | Доктор Фреддерикс                |                         |
| 1950      | Реформатор и рыжая голова        | The Reformer and the Redhead      | Командор Джон Болвинд Паркер     |                         |
| 1950      | Летние гастроли                  | Summer Stock                      | Джаспер Г. Уинрайт               |                         |
| 1950      | Убить арбитра                    | Kill the Umpire                   | Джон Эванс                       |                         |
| 1951      | Долина мести                     | Vengeance Valley                  | Арч Строуби                      |                         |
| 1951      | Теперь во флоте                  | You’re in the Navy Now            | Контр-адмирал Л. Е. Теннант      |                         |
| 1951      | Ма и Па Кеттл вернулись на ферму | Ma and Pa Kettle Back on the Farm | Джонатан Паркер                  |                         |
| 1951      | Воссоединение в Рино             | Reunion in Reno                   | Судья Томас Ниленд               |                         |
| 1951      | Рэкет                            | The Racket                        | Мортимер Уэлш                    |                         |
| 1951      | Я хочу тебя                      | I Want You                        | Судья Тёрнер                     |                         |
| 1952      | Приглашение                      | Invitation                        | Доктор Уоррен Притчард           |                         |
| 1952      | Молодой человек с идеями         | Young Man with Ideas              | Эдмунд Джетроу                   |                         |
| 1952      | Лодка мечты                      | Dreamboat                         | Тимоти Стоун                     |                         |
| 1953      | Ма и Па Кеттл в отпуске          | Ma and Pa Kettle on Vacation      | Джонтан Паркер                   |                         |
| 1953      | Песня пустыни                    | The Desert Song                   | Генерал Бирабо                   |                         |
| 1953      | Колонна на юг                    | Column South                      | Бригадный генерал Стори          |                         |
| 1953      | Парень слева                     | The Kid from Left Field           | Фред Ф. Уэккер                   |                         |
| 1953      | Плохо для обоих                  | Bad for Each Other                | Дэн Ризоновер                    |                         |
| 1953      | Кавалькада Америки               | Cavalcade of America              | Даниэл Уэбстер                   | Телесериал (1 эпизод)   |
| 1954      | Роуз Мари                        | Rose Marie                        | Инспектор Эпплби                 |                         |
| 1954      | Афина                            | Athena                            | Мистер Тремейн                   |                         |
| 1954      | Видеотеатр «Люкс»                | Lux Video Theatre                 | Бартон Кейс                      | Телесериал (1 эпизод)   |
| 1954-1955 | Залы плюща                       | The Halls of Ivy                  | Мерриуэзер                       | Телесериал (8 эпизодов) |
| 1955      | Часы отчаяния                    | The Desperate Hours               | Шериф Мастерс                    |                         |
| 1955      | Леди из Техаса                   | Texas Lady                        | Мика Рэлстон                     |                         |
| 1955      | Кульминация                      | Climax!                           | Джером Харрис                    | Телесериал (1 эпизод)   |
| 1955      | Ты там                           | You Are There                     | П. Т. Барнум                     | Телесериал (1 эпизод)   |
| 1955      | Театр научной фантастики         | Science Fiction Theatre           |                                  | Телесериал (3 эпизода)  |
| 1955      | Час «Двадцатого века Фокс»       | The 20th Century Fox Hour         | Судья Харпер                     | Телесериал (1 эпизод)   |
| 1956      | Четырёхзвездный юбилей           | Ford Star Jubilee                 | Оливер Уэбб                      | Телесериал (1 эпизод)   |
| 1956      | Передний ряд в центре            | Front Row Center                  | Крокер                           | Телесериал (1 эпизод)   |
| 1956      | Никогда не говори прощай         | Never Say Goodbye                 | Доктор Бэйли                     |                         |
| 1956      | «Кадиллак» из чистого золота     | The Solid Gold Cadillac           | Альфред Меткалф                  |                         |
| 1956      | Театр Зейн Грэй Дика Пауэлла     | Zane Grey Theatre                 | Эван Грейси                      | Телесериал (1 эпизод)   |
| 1956      | Альфред Хичкок представляет      | Alfred Hitchcock Presents         | Херберт Бреннер                  | Телесериал (1 эпизод)   |
| 1956      | Шоу Джозефа Коттена              | The Joseph Cotten Show            | Корбетт                          | Телесериал (1 эпизод)   |
| 1957      | Губители леса                    | Spoilers of the Forest            | Эрик Уоррен                      |                         |
| 1957      | Театр 90                         | Playhouse 90                      | Харрис Клейтог                   | Телесериал (1 эпизод)   |
| 1957-1965 | Перри Мейсон                     | Perry Mason                       | Лейтенант Артур Трэгг            | Телесериал (241 эпизод) |
| 1958      | Печать зла                       | Touch of Evil                     | Эдэйр                            |                         |
| 1960      | Я отдам свою жизнь               | I’ll Give My Life                 | Джон Брэдфорд                    |                         |